# Leonid Lavrovskij
Leonid Lavrovskij, född 18 juni 1905 i Sankt Petersburg, död 26 november 1967 i Paris, var en rysk balettdansare och koreograf.
Lavrovskij var chef för Kirovbaletten 1938-1944 och för Bolsjojbaletten 1944-1956 och 1960-1964.